# Camelus moreli
Camelus moreli — вид викопного одногорбого верблюда, виявлений в Ель-Коумі (Сирія), найбільший, що будь-коли жив на землі. Існував в Азії у плейстоцені, близько 100 000 років тому. Мав 4 метри заввишки й, таким чином, перевищував сьогоднішніх верблюдів удвічі; також він був вищим за слона африканського. Поряд з його рештками були виявлені кістки людей, які полювали на нього та інших менших верблюдів, що мешкали в цій місцевості 1 мільйон років тому. До цього відкриття не було відомо, що верблюди так довго населяли ці райони, оскільки найдавніші знайдені рештки дромадерів були віком 10 000 років.
Дослідники — сирійські та швейцарські археологи — назвали тварину сирійським верблюдом.
Перші рештки були виявлені у 2003 році в Ель-Коумі, в центральній частині Сирії. Однак ідентифікація видів не була можливою, поки не були знайдені більш збережені рештки.
У 2005—2006 роках було виявлено понад 40 фрагментів кісток верблюда.